# Azbukinia
Azbukinia är ett släkte av svampar. Azbukinia ingår i divisionen sporsäcksvampar och riket svampar.